# Periplo massaliota

Periplo massaliota recogido en la Oda Maritima de Rufo Festo Avieno, en la denominada «ruta del estaño». Avieno utilizó fuentes muy antiguas de autores desconocidos para recopilar información sobre los pobladores de las costas, atribuyéndose la parte que atañe a este mapa a un marino marsellés.

El Periplo massaliota (en referencia a Massalia, la actual Marsella, en ese momento una colonia griega) es el nombre de un manual para los comerciantes, hoy perdido, que posiblemente datase de principios del siglo VI a. C. y en el que se describirían las rutas marítimas utilizadas por los comerciantes de Fenicia y Tartessos en sus viajes por Europa en la Edad de Hierro a lo largo de la «ruta del estaño». 
Fue preservado por el poeta romano Avieno en su obra Ora Maritima (siglo IV d. C.).
El Periplo massaliota contenía una narración de un viaje por mar desde Massilia (Marsella) a lo largo del mar Mediterráneo occidental realizado por un marinero griego marsellés desconocido, que alguno autores identifican con Eutimenes de Massalia. Se describen las rutas marítimas que van hacia el norte desde Cádiz, en España, a lo largo de la costa de la Europa atlántica de Bretaña, Irlanda y Gran Bretaña. Este Periplo massaliota es el primer documento que describe los vínculos comerciales entre Europa del norte y del sur y la existencia de este manual indica la importancia de tales vínculos comerciales. El comercio del estaño y otras materias primas desde las islas británicas hacia el sur también está atestiguado por las evidencias arqueológicas de este período y anteriores, y las riquezas que se podían obtener probablemente atrajeron a numerosos aventureros a explorar y explotar las costas atlánticas.
Piteas de Massalia describió una expedición similar con más detalle algunos siglos más tarde, alrededor del año 325 a. C.